# Adad-apla-iddina
Adad-apla-iddina, («Adad me ha dado un heredero»), fue el octavo rey de la II Dinastía de Isin (IV dinastía de Babilonia). Gobernó en 1069–1046 a. C.. Fue contemporáneo del rey de Asiria, Aššur-bêl-kala.
El obelisco roto de Aššur-bêl-kala cuenta que los asirios invadieron Babilonia, tempranamente, en este reinado. Dependiendo de la sincronización exacta de las cronologías asiria y babilonia, esto habría sido poco antes del reinado de Adad-apla.iddina, o a su comienzo.
La Historia sincrónica nombra a Esagil-Šaduni, su antepasado, como su padre, pero actualmente, se le considera ”hijo de nadie”, es decir, sin padre real. Esta crónica cuenta que fue nombrado por el rey asirio, Aššur-bêl-kala, quien se llevó a su hija por esposa, con “una gran dote para Asiria”, sugiriendo que Babilonia se había convertido en vasalla de Asiria.
Su reinado fue una época dorada para los eruditos, y aparece dos veces en la Lista de sabios y eruditos de Uruk, al lado de Šaggil-kīnam-ubbib y de Esagil-kin-apli. La Teodicea babilónica fue aparentemente compuesta por el erudito Šaggil-kīnam-ubbib, durante su reinado, de acuerdo con un catálogo literario posterior.
Reconstruyó extensamente, incluyendo el Imgur-Enlil, la muralla de la ciudad de Babilonia, que se había derrumbado desde mucho tiempo atrás, según una inscripción en cilindro, y el Nīmit-Marduk, baluarte de la muralla de Nippur, commemorada en un cono. Hizo una ofrenda votiva de un cinturón de oro, grabado, a la estatua de Nabu, en el templo E-zida de Borsippa. La rampa que lleva al templo de Nin-ezena, en Isin llevan las inscripciones de sus reparaciones. En Larsa, reparó el templo Ebabbar, y en Kiš, reconstruyó el Emete'ursag, para el dios Zababa.